# Potok Bosiljevski
Potok Bosiljevski – wieś w Chorwacji, w żupanii karlowackiej, w gminie Bosiljevo. W 2011 roku liczyła 5 mieszkańców.